# Ein Teil von mir
Ein Teil von mir ist ein deutscher Spielfilm aus dem Jahr 2008. Regie führte Christoph Röhl. Der Film lief am 15. Oktober 2009 in den Kinos an.

## Handlung
In Ein Teil von mir wird der 16-jährige Jonas Vater wider Willen. Eigentlich will Jonas es jedem immer nur recht machen. Als ihm jedoch eines Tages die 17-jährige Vicky, ein halbvergessener Party-Flirt, einen Brief in die Hand drückt, ist sein Leben nicht mehr dasselbe – er ist über Nacht Vater geworden.
Vicky schafft es, dass Jonas sich dazu durchringt, sich die kleine Klara wenigstens einmal anzuschauen. Mit Vickys Beharrlichkeit und ihrem Einsatz für die Liebe des Kindes lernt Jonas allmählich die Verantwortung für sein Leben zu übernehmen.

## Kritik
„Mehr romantisches Märchen als Sozialdrama, geht es dem Jugendfilm vor allem um die Perspektive des unfreiwilligen Vaters, der von der Mutter seines Kindes auf drastisch-wirkungsvolle Weise gezwungen wird, sich seiner Vaterrolle zu stellen. Was ihm zunächst als Selbstaufgabe erscheint, entpuppt sich mit wachsender Liebe zum Baby als Selbstfindung. Dabei fangen souveräne Darsteller Unglaubwürdigkeiten der Handlung sowie schwach gezeichnete Nebenfiguren weitgehend auf.“

Die Deutsche Film- und Medienbewertung FBW in Wiesbaden verlieh dem Film das Prädikat wertvoll.

## Festivals
- 42. Internationale Hofer Filmtage 2008 (Uraufführung)
- 30. Filmfestival Max Ophüls Preis 2009
- 19. Filmkunstfest Mecklenburg-Vorpommern 2009, Spielfilmwettbewerb
- 17. Kinder- und Medienfestival Goldener Spatz 2009
- 12. Internationales Filmfestival Shanghai 2009
- 4. Fünf Seen Filmfestival 2009

## Preise
- Förderpreis der DEFA-Stiftung auf dem Filmfestival Max Ophüls Preis Saarbrücken 2009
- Nachwuchsdarstellerpreis für Ludwig Trepte auf dem 19. Filmkunstfest Mecklenburg-Vorpommern 2009
- Preis für den besten Jugendfilm auf dem Fünf Seen Filmfestival 2009